# Barry Gifford

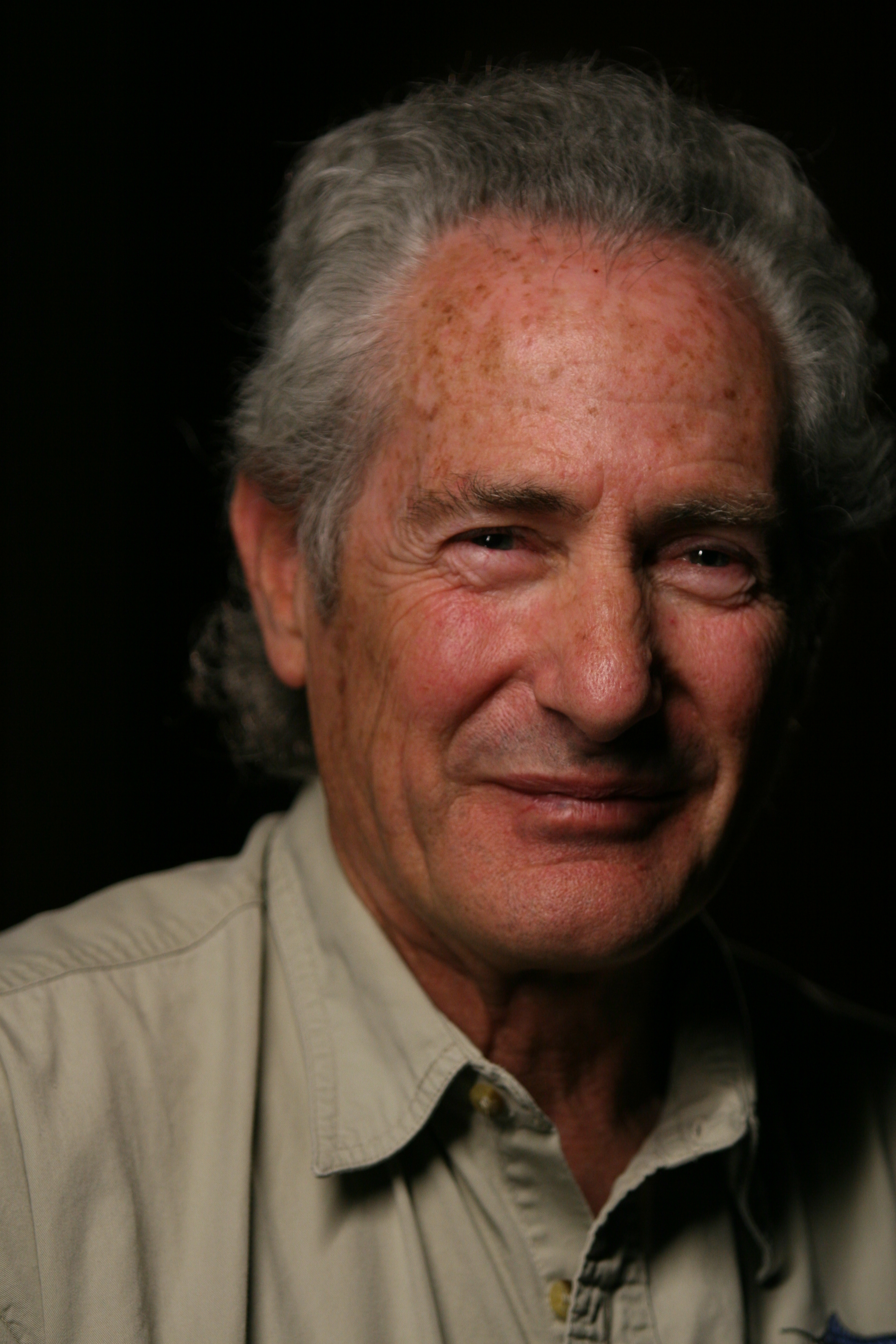
Barry Gifford

Barry Gifford (ur. 18 października 1946 roku) – amerykański powieściopisarz, poeta, scenarzysta.

## Życiorys
Piewca amerykańskich krajobrazów, bliski film noir i Beat Generation. Najbardziej znany dzięki cyklowi 6 powieści o przygodach Sailora i Luli, opętanych seksem, urodzonych pod nieszczęśliwą gwiazdą wędrowców. W 1990 roku, na podstawie pierwszej części serii, Wild at Heart (Dzikość serca), powstała adaptacja filmowa w reżyserii Davida Lyncha, zatytułowana właśnie Dzikość serca. Gifford napisał potem z Lynchem scenariusz Zagubionej autostrady. Duża część jego twórczości to literatura faktu, np. biografia Saroyana.
W Polsce wydano 3 powieści z cyklu:
- Dzikość serca (Wild at Heart) – dwa przekłady, nowszy Krzysztofa Fordońskiego
- Pocałunek Consuelo (Consuelo's Kiss)
- Wakacje Sailora (Sailor's Holiday)